# 六盘水站
六盘水站位于贵州省六盘水市钟山区，有沪昆铁路、水红铁路、内六铁路经过，现为一等站。

## 历史

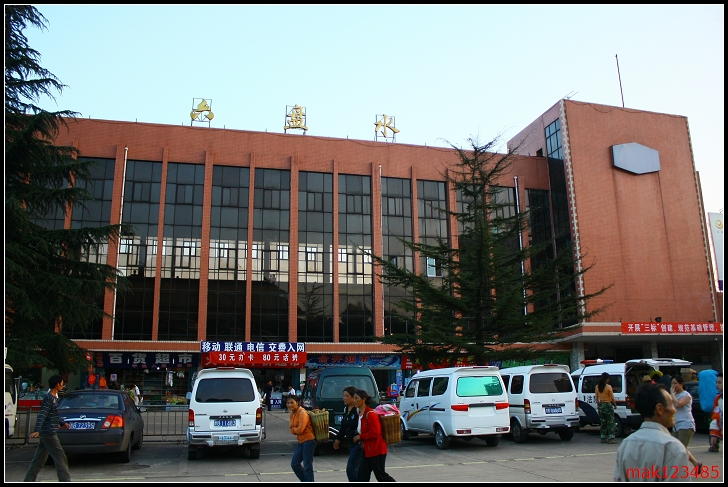
六盘水站老站房

1966年7月1日，随贵昆铁路六盘水段通车而启用，当时站名水城西站，为三等站。1978年更名为六盘水站。1982年4月17日，升为二等站。
1987年车站新建成占地2841平方米的站房。1989年6月13日，面积平方米的两层第二代站房建成通过验收投入使用。站房于1998年株六复线六盘水枢纽建设工程中扩建。株六复线通车前的六盘水车站为一级二场车站，设正线1条、到发线7条和调车线9条，旅客基本站台和中间站台各一座。站房设有候车面积1148平方米，容纳1350余人候车。
2012年升为一等站，日发送旅客14000余人，最高突破20000人。2010年年底开始动工修建第三代站房；2014年春运期间第三代站房被临时启用。2014年12月1日第三代站房正式投入使用，建筑面积9998平方米，等长站台雨棚、进站天桥和出站地道。

## 车站结构
六盘水站目前使用的站房于2014年12月1日投入使用，建筑面积共9999平方米。候车室分为上下两层，面积分别为5431平方米和4404平方米，总共可容纳4000名旅客候车。

### 站场

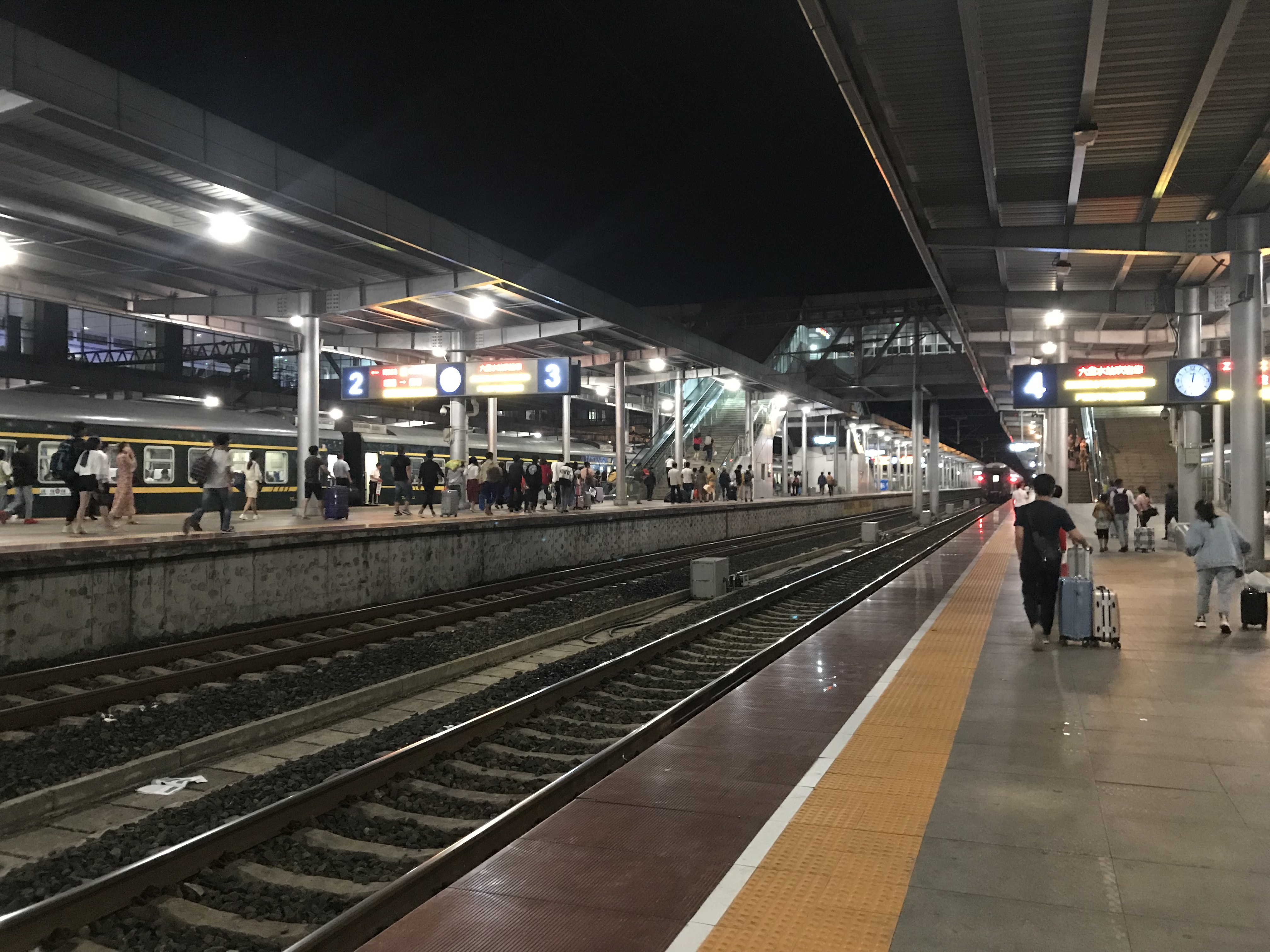
车站4、5站台

六盘水站设有正线2条、旅客列车到发线5条及货物列车到发线6条，设有基本站台1座、中间站台2座。车站货场面积1.76万平方米，办理整车货运业务，货源吸引区为六盘水市及周边，主要到发品为水渣、钢铁、粮食、农副、木材。此外车站还设有通往水城矿业物资供应分公司、六盘水市粮食转运站和贵阳机务段六盘水作业所的专用线。
| 站房 | 售票处、候车室、检票口 | 售票处、候车室、检票口        |
| 站场 | 侧式站台               | 侧式站台                      |
| 站场 | 1站台                  | 沪昆铁路 往上海方向（水城站） |
| 站场 | 正线                   | 沪昆铁路上行列车通过线        |
| 站场 | 正线                   | 沪昆铁路下行列车通过线        |
| 站场 | 2站台                  | 沪昆铁路列车                  |
| 站场 | 岛式站台               |                               |
| 站场 | 3站台                  | 沪昆铁路列车                  |
| 站场 | 4站台                  | 沪昆铁路往昆明方向（马嘎站）  |
| 站场 | 岛式站台               |                               |
| 站场 | 5站台                  | 沪昆铁路往昆明方向（马嘎站）  |
| 站场 | 货车到发线             |                               |

## 运营状况

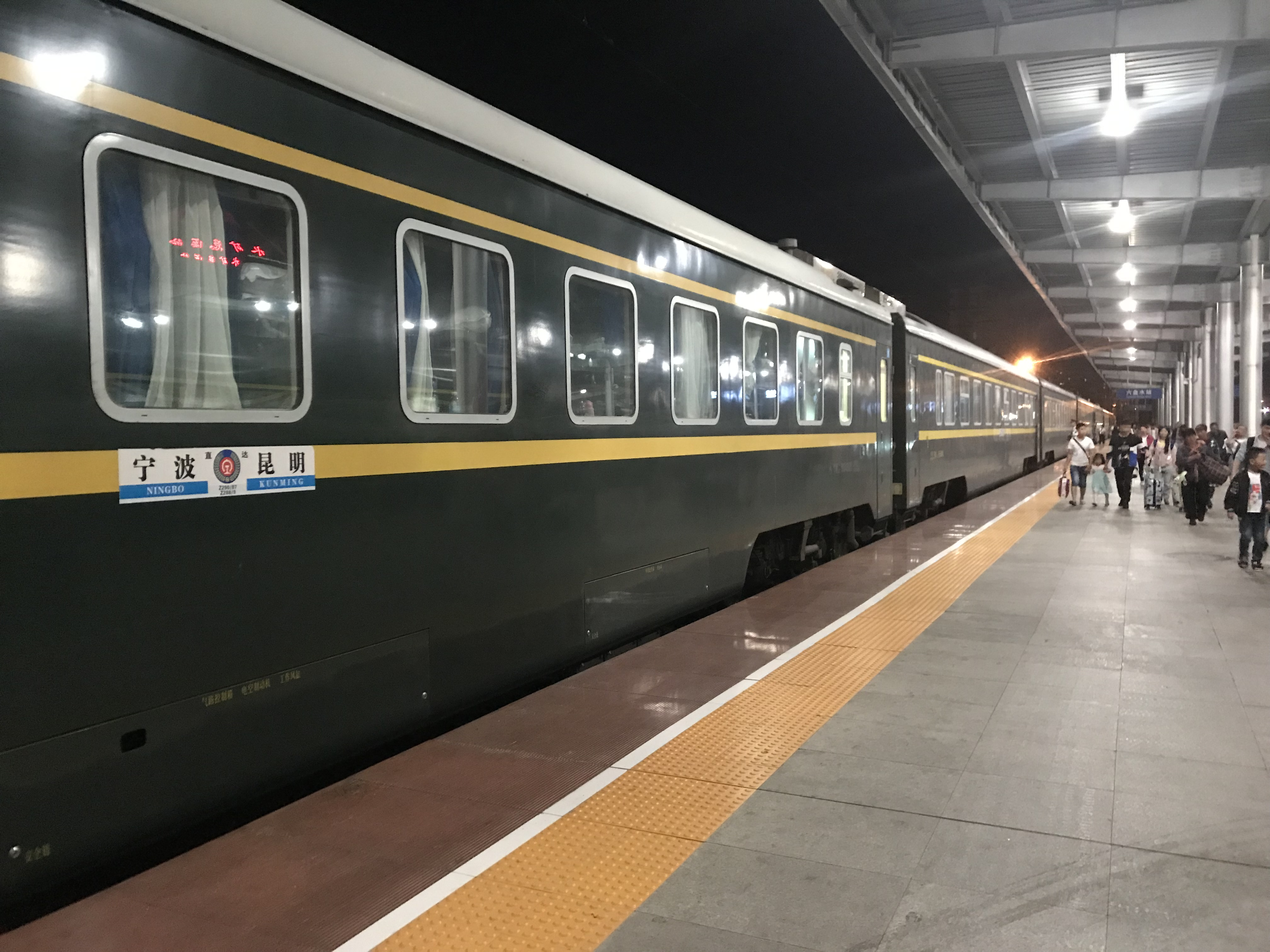
Z287次列车停靠5站台

六盘水站为内昆铁路和沪昆铁路交汇的车站，主要列车为昆明发往华东和华中的列车，包括北京和上海。而川南方向发往广东方向的车也会经过本站，所以本站可以到达全国大部分城市。因为内昆线和沪昆线之间的联络线并未设在梅花山站，所以所有需要行走这两条线的列车都要在六盘水换向。例如昆明经内江往重庆和成都的列车，因此行经此方向需换向的列车会重复经过马嘎站、葡萄菁站及梅花山站两次。

### 始发列车
| 列车所属路局 | 车次                                         | 目的地                                       |        |
| ------------ | -------------------------------------------- | -------------------------------------------- | ------ |
| 昆明局集團   |                                              |                                              |        |
| 6061         | 昆明                                         |                                              |        |
| 6081         | 威舍                                         |                                              |        |
| 成都局集團   | K496                                         | 上海松江                                     |        |
| 动车组列车   |                                              |                                              |        |
| 列车担当路局 | 目的地                                       | 目的地                                       | 目的地 |
| 成都局集團   | 上海虹桥、百色、重庆西、成都东、铜仁、贵阳北 | 上海虹桥、百色、重庆西、成都东、铜仁、贵阳北 |        |
| 广州局集團   | 广州南                                       | 广州南                                       |        |